# Srinagar

Srinagar pronunciationⓘ (tiếng Urdu: سرینگر; tiếng Kashmir: سِرېنَگَر सिरीनगर), là thủ phủ mùa hè của bang Jammu và Kashmir ở Ấn Độ, và tọa lạc trong Thung lũng Kashmir. Thành phố nằm bên cả hai bờ của sông Jhelum, một nhánh của sông Indus. Thành phố này nổi tiếng vì có nhiều hồ và nhiều thuyền nhà ở trên các hồ. Thành phố này cũng nổi tiếng với nghề thủ công truyền thống Kashmir và trái cây khô. Srinagar nằm cách Delhi 876 km về phía Bắc. Thủ phủ của quận Srinagar nằm ở thành phố này.